# Droßdorf
Droßdorf is een plaats en voormalige gemeente in de Duitse deelstaat Saksen-Anhalt, en maakt deel uit van de Landkreis Burgenlandkreis. Droßdorf telt 687 inwoners.
Tot de voormalige gemeente Droßdorf hoorden naast Droßdorf nog de plaatsen Frauenhain, Zetzschdorf, Rippicha, Röden en Kuhndorf.